# عبد الله مناعي
ولد الفنان«عبد الله مناعي» سنة 1941م في منطقة الصحراء الشرقية، في منطقة واد السوف، هذه الفترة التي عرفت هزات الحرب العالمية الثانية، وقد كانت الجزائر ومنطقة الصحراء الجزائرية و الحكومة الاستعمارية الفرنسية تعيش صعوبات معيشية كساءر مناطق العالم.
انتقلت أسرته إلى تونس أين كبر عبد الله وتعلم القرآن الكريم و انخرط في عدة جمعيات جزائرية، منها فرع الكشافة الجزائرية في تونس أين تشبع بالروح الوطنية وبدأ يشعر بالأ زمة التي تمر بها بلده تحت نير الاستعمار. تعلم الأناشيد الثورية والكشفية التي اكتشف من خلالها مقدرته المتميزة على الغناء.
في 1955م وفي الرابعة عشرة من عمره فقد والده، وبدأت أعباء الأسرة تزداد ولم يكن الحال في تونس بأحسن من الجزائر، فقرر الشاب عبد الله مناعي البحث على مصدر قوت يعول به أهله وأمه التي ترملت في عز شبابها، في 1959م سافر إلى فرنسا ككل الجزائريين باحثا على عمل، وفيها كان يشارك في الحفلات التي تنظمها الودادية الجزائرية بأوربا، لكن حلم العودة إلى الوطن بقي يراود عبد الله حتى استقلت الجزائر في 1962م
في 1970م عاد عبد الله مناعي إلى الجزائر وإلى وادي سوف موطنه الأصلي، ليجد أن المدينة بدأت تكبر وتتغير وبدأت مظاهر الغبن والفقر تزول عنها. ففتح ورشة للحدادة يشتغل فيها صباحا، وفي المساء كان يمارس هواية الغناء بينه وبين نفسه. بدأ احترافه للغناء بداية 1971 وأول ظهور في التلفزة الوطنية عام 1976. انطلق عبر ربوع الوطن من شرقه إلى غربه. عام 1980 غنى بقرطاج - الجمهورية التونسية- وتعتبر الانطلاقة نحو العالمية. صال وجال عبد الله مناعي في جل البلدان العربية والأروبية وبذلك اكتسب جمهورا عريضا من العالم أجمع وخاصة بدولة تونس الشقيقة. امتاز بأدائه للمواويل الأرتجالية ومن أغانيه: بنت العرجون - والله يا غاطنية - غرام زهور - ماذا بكت هالعين - صباحها يربح - ربيعة- لازم نزوره....